# Vlag van Waalwijk

Tweede en huidige vlag van de gemeente Waalwijk (sinds 1989)

Eerste vlag (1953-1989)

De vlag van Waalwijk werd bij raadsbesluit op 28 september 1989 vastgesteld als de gemeentelijke vlag van gemeente Waalwijk. Na toevoeging van het dorp Waspik en gemeente Sprang-Capelle per 1997, werd op 7 juli 1997 een ongewijzigde gemeentevlag vastgesteld.

## Geschiedenis

### Eerste vlag (1953-1989)
De eerste vlag was op 1 april 1953 aangenomen en kan als volgt worden beschreven:
Vier even hoge horizontale banen in de kleuren geel, zwart, wit en rood.
Deze kleuren komen voor in het wapen van Waalwijk.

### Tweede vlag (sinds 1989)
De tweede, huidige vlag wordt als volgt beschreven:
Vijf banen van rood, geel, zwart, geel en rood, waarvan de lengten zich verhouden als 1:1:2:1:1; op het midden van de middelste baan is een gele, gestileerde uitgerukte eikenboom geplaatst, met een hoogte, gelijk aan 4/5 van de vlaghoogte.
De eikenboom komt als schildhouder voor in het wapen van Waalwijk. De middelste baan is uitgevoerd in de Brabantse wapenkleuren geel en zwart. De vier smallere banen zijn rood en geel; dit zijn de wapenkleuren van Holland. De verdeling van het vlaggendoek in verticale banen komt overeen met de vroegere verkaveling van het landschap in rechte stroken.
Het ontwerp is van de Noord-Brabantse Commissie voor Wapen- en Vlaggenkunde.

### Afbeeldingen

Wapen van Waalwijk van 1947-1997
Wapen van Waalwijk sinds 1997
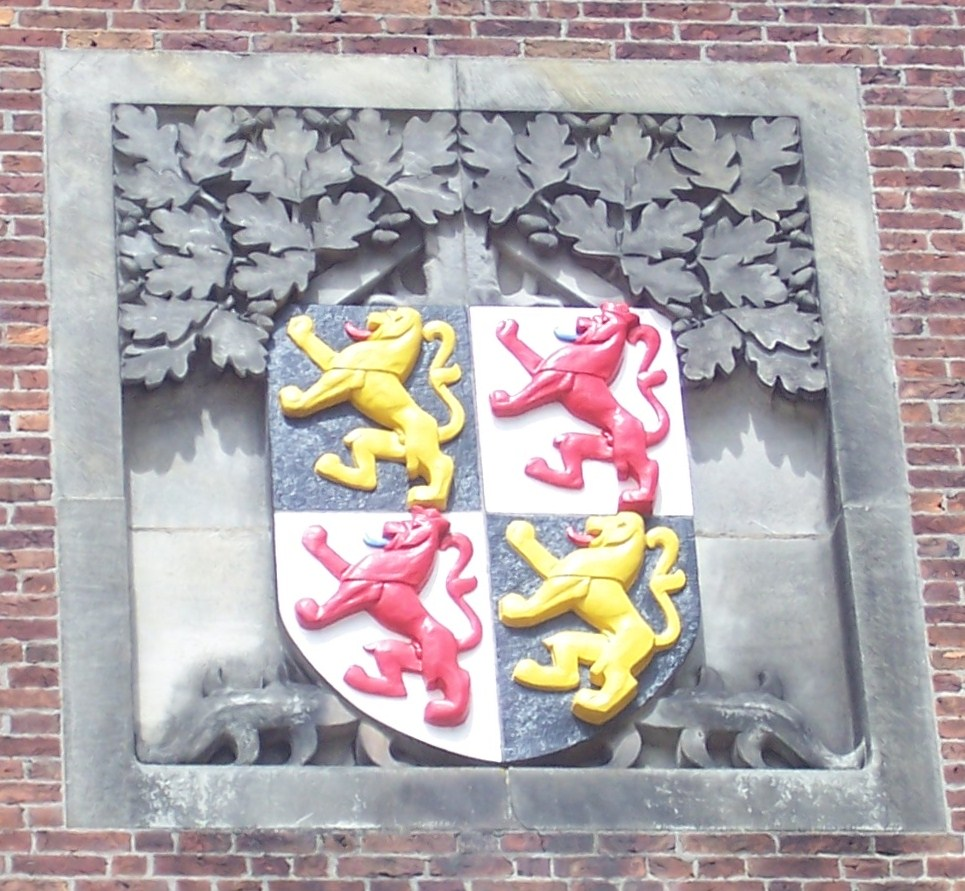
Wapen van Waalwijk op het gemeentehuis